# خاندان میتو توکوگاوا
خاندان میتو- توکوگاوا (به ژاپنی: 水戸徳川家 Mito Tokugawa-ke) یک شاخه از خاندان توکوگاوا در میتو، ایباراکی بود.
خاندان میتو توکوگاوا در سال ۱۶۰۹ میلادی تأسیس شد، زمانی که به یازدهمین پسر توکوگاوا ایه‌یاسو، توکوگاوا یوریفوسا، ۲۵۰ هزار ککو زمین در قلمرو میتو اعطا شد. در سال ۱۶۲۲، ۳۰ هزار ککو دیگر به او اعطا شد که مجموع زمین‌های او را به ۲۸۰ هزار ککو رساند و در سال ۱۶۴۱، با انجام یک نقشه‌برداری زمینی، زمین‌های واقعی او به ۳۶۰ هزار ککو رسید. در زمان سومین ارباب فئودال، توکوگاوا تسونایوشی، بود که این امر رسماً به رسمیت شناخته شد و به عنوان زمین‌داری رسمی ۳۵۰ هزار ککو از آن یاد می‌شود.
خانواده میتو توکوگاوا به عنوان مرکز «ایدئولوژی طرفدار امپراتوری (میتوگاکو)» شناخته می‌شدند که به امپراتور احترام می‌گذاشت، در حالی که در موقعیتی بود که از شوگون‌سالاری توکوگاوا محافظت می‌کرد. هرچند، احترام آنها به امپراتور در عین حال که دست‌نشانده شوگون‌سالاری توکوگاوا بودند، متناقض به نظر می‌رسد. با این حال، از آنجایی که شوگون‌سالاری توکوگاوا توسط امپراتور به عنوان «سی تایشوگون» حق حکومت بر ژاپن را به دست آورده بود، اطاعت آنها از شوگون توکوگاوا و احترام به امپراتور به طور همزمان، متناقض نبود.
توکوگاوا یوشینوبو آخرین شوگون از شوگون‌سالاری توکوگاوا رهبر این شاخه از خاندان توکوگاوا بود، اما بعدها به فرزندخواندگی خاندان هیتوتسوباشی توکوگاوا درآمد.

## رهبران
1. توکوگاوا یوریفوسا (۱۶۰۳–۱۶۶۱)
2. توکوگاوا میتسوکونی (۱۶۲۸–۱۷۰۱)
3. توکوگاوا تسونائدا (۱۶۵۶–۱۷۱۸)
4. توکوگاوا مونه‌تاکا (۱۷۰۵–۱۷۳۰)
5. توکوگاوا مونه‌موتو (۱۷۲۸–۱۷۶۶)
6. توکوگاوا هاروموری (۱۷۵۱–۱۸۰۵)
7. توکوگاوا هاروتوشی (۱۷۷۳–۱۸۱۶)
8. توکوگاوا نارینوبو (۱۷۹۷–۱۸۲۹)
9. توکوگاوا ناری‌آکی (۱۸۰۰–۱۸۶۰)
10. توکوگاوا یوشی‌آتسو (۱۸۳۲–۱۸۶۸)
11. توکوگاوا آکیتاکه (۱۸۵۳–۱۹۱۰)
12. توکوگاوا آتسویوشی (۱۸۵۵–۱۸۹۸)
13. توکوگاوا کونییوکی (۱۸۶۸–۱۹۶۹)
14. توکوگاوا کونیناری (۱۹۱۲–۱۹۸۶)
15. توکوگاوا ناریماسا (تولد ۱۹۵۸)